# Qaḑā' al Khālidīyah
Qaḑā' al Khālidīyah (arabiska: قضاء الخالدية) är en kommun i Jordanien.   Den ligger i guvernementet Mafraq, i den norra delen av landet, 40 km nordost om huvudstaden Amman.